# Danh sách nhân vật trong Kim Bình Mai
Kim Bình Mai từ thoại (金瓶梅詞話), thường được biết đến tới tên gọi Kim Bình Mai (金瓶梅), là một bộ tiểu thuyết chương hồi được Lan Lăng Tiếu Tiếu Sinh sáng tác vào thời nhà Minh. Kim Bình Mai được lấy cảm hứng từ một số nội dung trong Thủy hử truyện, đồng thời được xem là trong bốn tác phẩm lớn của văn học cổ điển Trung Hoa, thường gọi là nhóm Tứ đại kỳ thư.

## Phân loại theo nhóm

### Gia tộc Tây Môn
- Tây Môn Kinh Lương, Lý thị, Tây Môn Đạt, Hạ thị, Tây Môn Khánh.
- Gia đình Tây Môn Khánh:
  - Thê thiếp: Trần thị (chính thất), Ngô Nguyệt Nương (chính thất, tục huyền), Lý Kiều Nhi (nhị nương), Trác Đâu Nhi (tam nương), Mạnh Ngọc Lâu (tam nương), Tôn Tuyết Nga (tứ nương), Phan Kim Liên (ngũ nương), Lý Bình Nhi (lục nương).
  - Con cái: Tây Môn Đại Thư, Tây Môn Quan Ca, Tây Môn Hiếu Ca.
  - Con rể: Trần Kinh Tế.
  - Con thừa tự: Tây Môn An.

### Gia nhân nhà Tây Môn
- Ngọc Tiêu, Tiểu Ngọc, Nguyên Tiêu Nhi, Hạ Hoa Nhi, Lan Hương, Tiểu Loan, Thúy Nhi, Bàng Xuân Mai, Thu Cúc, Nghênh Xuân, Tú Xuân, Phùng Mụ Mụ, Như Ý Nhi,  Trung Thu Nhi, Thang Lai Bảo, Lưu Huệ Tường, Thang Tăng Bảo, Trịnh Lai Vượng, Tống Huệ Liên, Khuất lão nương, Khuất Thang, Cam Lai Hưng, Huệ Tú, Cam Niên Nhi, Cam Thành Nhi, Lai Chiêu, Huệ Khánh, Tiểu Thiết Côn Nhi, Lai Tước, Huệ Nguyên, Đại An, Bình An, Bình An, Việt An, Trương An, Thư Đồng, Cầm Đồng, Thiên Phúc, Họa Đồng, Kỳ Đồng, Ca Đồng, Vương Kinh, Xuân Hồng, Trịnh Kỷ.

### Hội trung thập hữu
- Tây Môn Khánh, Ứng Bá Tước, Tạ Hi Đại, Tôn Thiên Hóa, Chúc Nhật Niệm, Ngô Điển Ân, Thường Thì Tiết, Bốc Chí Đạo, Bạch Lai Sang, Hoa Tử Hư.

### Triều đình
- Thái Kinh, Chu Miễn, Thái Du, Thái Uẩn, Thái Tu, Hạ Diên Linh, Chu Tú, Kinh Trung, Hạ Kim, Tiền Long Dã, Hoàng Bảo Quang, Tống Kiều Niên, An Thầm, Hà Nghi, Hà Vĩnh Thọ, Lưu thái giám, Bệ thái giám, Lục Hoàng Thái úy, Địch Khiêm, Trương Tích Xuân.

### Thế lực địa phương
- Đồng bọn buôn bán: Phó Minh, Bí Địa Truyền, Hàn Đạo Quốc, Hồ Tú, Cam Nhuận, Cố Bản, Vương Hiển, Vinh Hải, Vương Hán, Ôn Tất Cổ, Lý Trí, Hoàng Tứ, Miêu viên ngoại.
- Họ Trương: Trương Đại Hộ, Dư thị, Trương Mậu Đức, con trai Trương Mậu Đức, Từ thái giám, cháu gái của Từ thái giám.
- Họ Dương: Mẹ Dương Tông Tích, Dương Tông Tích, Dương cô nương, Tôn Oai Đầu, Dương Tông Bảo, Trương Long, vợ Trương Long.
- Họ Lý: Lý Xương Kỳ, vợ Lý Xương Kỳ, Lý Củng Bích, vợ cũ của Lý Củng Bích, Ngọc Trâm Nhi.
- Họ Hoa: Hoa thái giám, Hoa Tử Do, Hoa đại tẩu, Hoa Tử Hư, Lý Bình Nhi, Hoa Tử Quang, Hoa Tử Hoa.
- Họ Chu: Chu Tú, vợ trước của Chu Tú, Tôn Nhị Nương, Bàng Xuân Mai, Chu Tuyên, Chu Ngọc Thư, Chu Kim Ca, Trương Thắng, Lý An, Chu Trung, Chu Nhân, Chu Nghĩa, Kim Quỹ, Ngọc Đường, Thúy Hoa, Lan Hoa, Hải Đường, Nguyệt Quế, Hà Hoa.
- Họ Ứng: Ứng Bá Tước, Ứng viên ngoại, Ứng đại ca, Đỗ thị, Đỗ Nhị Nương, Đỗ tam ca, Xuân Hoa Nhi, Ứng Bảo, trưởng nữ của Ứng Bá Tước, thứ nữ của Ứng Bá Tước, con trai út của Ứng Bá Tước.
- Họ Vũ: Vũ Đại Lang (Vũ Thực), vợ trước của Vũ Thực, Vũ Tùng, Vũ Nghênh Nhi.

### Khác
- Kỹ nữ: Trịnh Ái Hương Nhi, Trịnh Ái Nguyệt Nhi, Trịnh Kiều Nhi, Hàn Kim Xuyến Nhi, Hàn Ngọc Xuyến Nhi, Hàn Tiêu Sầu Nhi

## Tiểu sử nhân vật

### Bạch Ngọc Liên
Bạch Ngọc Liên (白玉莲) là một nhân vật trong Kim Bình Mai, xuất hiện tại hồi 1. Bạch Ngọc Liên cùng Phan Kim Liên là đầy tớ gái được bán vào nhà Trương đại hộ từ nhỏ, học đàn tập hát. Kim Liên học tỳ bà, Ngọc Liên học đàn tranh. Sau Bạch Ngọc Liên đột ngột chết. Phan Kim Liên bị Trương đại hộ ép cưới, không chịu khuất phục, nên bị gán cho Vũ đại lang làm vợ.

### Bàng Xuân Mai
Bàng Xuân Mai (庞春梅) là một nhân vật trong Kim Bình Mai, xuất hiện tại hồi 7. Xuân Mai là cháu họ của Bàng viên ngoại ở Thương Châu, từ nhỏ mồ côi cha mẹ. Khi Xuân Mai 15 tuổi, Hoàng Hà xảy ra lũ lụt, Bàng viên ngoại vì cứu Xuân Mai, chẳng may bị nước cuốn trôi. Xuân Mai lưu lạc đến huyện Thanh Hà phủ Đông Bình, bị Tiết tẩu bán cho nhà Tây Môn Khánh làm nha hoàn.
Xuân Mai ban đầu làm nha hoàn của Ngô Nguyệt Nương, sau chuyển sang hầu hạ Phan Kim Liên. Bàng Xuân Mai cùng Phan Kim Liên thông đồng một giuộc, từng gian dâm với Tây Môn Khánh và Trần Kính Tế. Sau Bàng Xuân Mai cùng Phan Kim Liên đều có thai với Trần Kinh Tế. Phan Kim Liên phá thai bị lộ, còn Xuân Mai đến ăn vạ ở nhà Chu thủ bị, leo lên vị trí chính thất. Chu thủ bị hèn nhát chết dưới tay quân Kim, Xuân Mai thông dâm với hàng tử bối là Chu Nghĩa, cuối cùng dâm dục quá độ mà chết.

### Đại An Nhi
Đại An là gia nhân thân tín của Tây Môn Khánh. Có chủ là một kẻ dâm dật, Đại An cũng bị lây tính ăn chơi, một lần đã cùng Cầm Đồng (gia nhân khác của nhà Tây Môn do Mạnh Ngọc Lâu - vợ ba của Tây Môn Khánh đem về) vào kỹ viện ở gần nhà quản lý Hàn Đạo Quốc để bao hai kỹ nữ Kim Nhi và Tái Nhi trong khi Tây Môn Khánh tằng tịu với Vương thị - vợ Hàn Đạo Quốc. Sau này khi Tây Môn Khánh chết, con trai là Tây Môn Hiếu xuất gia đi tu, nhờ Ngô Nguyệt Nương làm chủ, Đại An cưới a hoàn Tiểu Ngọc làm vợ, lại được Ngô Nguyệt Nương đổi tên thành Tây Môn An, được hưởng toàn bộ gia sản nhà chủ và phục dưỡng chủ tử tuổi già.

### Hạ Hoa Nhi
Hạ Hoa Nhi là một nhân vật trong Kim Bình Mai, xuất hiện ở hồi 45, là a hoàn của Lý Kiều Nhi - vợ hai của Tây Môn Khánh. Hạ Hoa Nhi lấy trộm được đĩnh vàng trong phòng Lý Bình Nhi, định đem giấu trong chuồng ngựa thì bị Đại An Nhi và Cầm Đồng bắt được. Hạ Hoa Nhi bị Tây Môn Khánh chửi rủa, doạ bán đi không nuôi nữa, bị Lý Kiều Nhi đánh mắng.

### Lý Bình Nhi
Lý Bình Nhi (李瓶儿) là một nhân vật trong Kim Bình Mai, xuất hiện tại hồi 7. Lý Bình Nhi ban đầu là thiếp thất của Lương trung thư. Khi Lương Sơn phá phủ Đại Danh, Lý Bình Nhi trốn ra, được Hoa thái giám cứu giúp, đem gả cho cháu là Hoa Tử Hư. Sau khi Hoa Tử Hư chết, Lý Bình Nhi tái giá với Tưởng Trúc Sơn, sau lại tái giá với Tây Môn Khánh, là người vợ thứ sáu của Tây Môn Khánh.
Lý Bình Nhi sinh cho nhà Tây Môn một con trai tên là Tây Môn Tố Quan. Tây Môn Tố Quan được cả nhà Tây Môn (trừ Phan Kim Liên) coi như viên ngọc gia bảo, nối dõi tông đường nên hết lòng chăm sóc, dạy dỗ, chiều chuộng. Nhưng cậu bé lại có tật giật mình, dễ bị kích động bởi những thứ lạ. Phan Kim Liên biết được điều này nên đã nuôi trong phòng mình một con mèo lớn, và đã có ngày con mèo sang phòng của Lý Bình Nhi cào cấu làm Tây Môn Tố Quan sợ hãi, từ đó cậu bé tội nghiệp đổ bệnh, thuốc thang không khỏi, rồi mất lúc mới hơn 1 tuổi. Lý Bình Nhi mất con nên vô cùng đau đớn, sầu muộn, rồi bị bệnh băng huyết mà chết.

### Lý Kiều Nhi
Lý Kiều Nhi (李娇儿) là một nhân vật trong Kim Bình Mai, xuất hiện tại hồi 1. Lý Kiều Nhi xuất thân kỹ nữ, sở hữu nhan sắc hoa nhường nguyệt thẹn. Do Tây Môn Khánh trước kia hay đến kỹ viện tìm Lý Kiều Nhi giải buồn, nên khi sau khi cưới Ngô Nguyệt Nương, Tây Môn Khánh tiện thể nạp Lý Kiều Nhi và Trác Đâu Nhi về làm thiếp.
Lý Kiều Nhi là vợ thứ hai của Tây Môn Khánh. Bản thân tự biết xuất thân thấp hèn, đồng thời sắc đẹp để tranh sủng. Nên sau khi vào phủ Tây Môn, Lý Kiều Nhi vô cùng biết điều. Đến khi Tây Môn Khánh chết, Lý Kiều Nhi nhanh chóng tái giá, thoát ly khỏi gia đình Tây Môn.

### Lý Quế Thư
Lý Quế Thư là một nhân vật trong Kim Bình Mai, là cháu gái của Lý Kiều Nhi. Lý Quế Thư xuất thân là kỹ nữ, từng cặp kè với Tây Môn Khánh.

### Mạnh Ngọc Lâu
Mạnh Ngọc Lâu (孟玉楼), còn gọi Mạnh Tam Nhi (孟三儿) là một nhân vật trong Kim Bình Mai, xuất hiện tại hồi 7. Mạnh Ngọc Lâu vốn là góa phụ của nhà họ Dương, nắm giữ nhiều tài sản sau khi chồng mất.

### Nghênh Nhi
Nghênh Nhi (迎儿) là một nhân vật trong Kim Bình Mai, xuất hiện tại hồi 1. Nghênh Nhi là con gái riêng của Võ Đại Lang, cháu gái Võ Tòng.
Khi Nghênh Nhi mới 12 tuổi thì Võ Đại cưới Phan Kim Liên làm vợ mới. Do cha Nghênh Nhi quá hiền lành nhu nhược nên cô bé luôn bị mẹ kế hành hạ đánh đập. Thậm chí sau khi Võ Đại mất, Võ Tòng vẫn đang ở Đông Kinh không biết ở nhà đứa cháu tội nghiệp thế nào, Phan Kim Liên vì muốn dan díu với Tây Môn Khánh, cùng thời điểm ấy Tây Môn Khánh lại đang cưới vợ mới nên không ngó ngàng gì tới Phan Kim Liên. Nghênh Nhi còn càng đáng thương hơn khi bị mẹ kế bắt đi tìm Tây Môn Khánh, tìm không được thì bị đánh đập đến khi toàn thân rớm máu mới thôi...
Cho đến khi mẹ kế đi lấy chồng khác, cuộc đời Nghênh Nhi bước sang trang mới: cô bé được chú gửi cho Đào Nhị Lang, một người họ hàng xa nuôi nấng.
Võ Tòng báo thù cho anh trai, nhưng lại giết nhầm người khác mà ông tưởng là Tây Môn Khánh nên bị bắt tội và đi đày nơi xa. Bao năm sau, khi Nghênh Nhi đã 19 tuổi, cô lại cùng chú về nhà cũ ở. Cùng thời điểm này Tây Môn Khánh đã chết, Phan Kim Liên bị trục xuất khỏi nhà họ Tây Môn và tá túc ở nhà Vương bà. Vũ Tùng đã vờ bỏ tiền ra nhờ vả Vương bà cho cưới Phan Kim Liên. Ả dâm phụ nghe thấy em chồng bỏ tiền ra xin cưới mình thì sung sướng tột độ, hí hửng cùng Vương bà tới nhà họ Vũ. Giữa chừng "bữa tiệc cưới", Võ Tòng ra hiệu cho Nghênh Nhi đóng cửa chặn toàn bộ lối thoát, rồi ép Phan Kim Liên khai hết toàn bộ sự thật về cái chết của Võ Đại. Ả dâm phụ bị Võ Tòng mổ bụng moi sạch lục phủ ngũ tạng và cắt đầu tế anh trai, rồi Vương bà cũng bị giết. Võ Tòng lấy lại 80 lạng bạc đã đưa cho Vương bà từ trước (do Vương bà đã trích ra 20 lạng bạc từ 100 lạng bạc tiền cưới để gửi lại Ngô Nguyệt Nương, vợ cả Tây Môn Khánh vì trước kia Tây Môn Khánh đã tốn rất nhiều bạc để cưới Phan Kim Liên), về nhà dặn dò Nghênh Nhi, rồi đêm đó ông trốn lên núi Nhị Long cùng hai vợ chồng Trương Thanh, Tôn Nhị Nương và Thi Ân.
Sau này Nghênh Nhi lại được Đào Nhị Lang đón về gả chồng, sống hạnh phúc đến cuối đời.

### Ngô Thiên Hộ
Ngô Thiên hộ vốn giữ chức Tả vệ ở huyện Thanh Hà, cha của Ngô Nguyệt Nương, là nhạc phụ của Tây Môn Khánh

### Phan Tiểu Hồng
Phan Tiểu Hồng là một nhân vật trong Kim Bình Mai, xuất hiện ở hồi 2. Phan Tiểu Hồng là một mỹ nhân sở hữu nhan sắc cá lặn nhạn sa, với đôi bàn chân nhỏ không quá ba tấc. Biết Tây Môn Khánh háo sắc, Tạ Hi Đại liền giới thiệu Phan Tiểu Hồng cho Tây Môn Khánh. Nhưng do Tây Môn Khánh trước đã nằm mộng thấy giấc mộng kì lạ thấy không nên đụng đến người họ Phan nên ngần ngừ không đi gặp Phan Tiểu Hồng.
Khi Tây Môn Khánh, Ứng Bá Tước, Tạ Hi Đại cùng đến nhà họ Phan, Phan Tiểu Hồng xuất hiện, nàng được miêu tả "má đào môi thắm, sóng mắt long lanh, chiếc mũi nhỏ thật xinh, thân mặc một cái áo màu lục có thêu hoa, chân đi hài thêu kim tuyến hồng". Cả Ứng Bá Tước và Tạ Hi Đại đều say mê, riêng Tây Môn Khánh còn ám ảnh giấc mộng nên không muốn ở lại lâu.
Nhờ cảnh giác giấc mộng mà Tây Môn Khánh không rơi vào lưới tình với Phan Tiểu Hồng, nhưng thay vào đó sau này lại rơi vào lưới tình với Phan Kim Liên. Đó là giấc mộng ở đầu tiểu thuyết - một dụng ý của tác giả, báo hiệu cuộc đời của Tây Môn Khánh sau này sẽ điêu đứng vì Phan Kim Liên.

### Tạ Hi Đại
Tạ Hi Đại là một nhân vật trong Kim Bình Mai, xuất hiện ở hồi 1. Tạ Hi Đại có tên tự là Tử Thuần, là bạn thân của Tây Môn Khánh.

### Tây Môn Đại Thư
Tây Môn Đại Thư (西門大姐, Ximen Dajie) là một nhân vật trong Kim Bình Mai, xuất hiện tại hồi 1. Tây Môn Đại Thư là con gái duy nhất của Tây Môn Khánh với Trần Đại Nương, được hứa gả cho Trần Kinh Tế từ nhỏ.
Tây Môn Đại Thư dù trẻ trung, xinh đẹp nhưng không thể bù đắp được ham muốn sắc dục của người chồng dâm đãng Trần Kinh Tế. Hai vợ chồng rất hay xung đột nhau và Tây Môn Đại Thư luôn là người chịu thiệt. Nàng còn hay bị lại luôn bị Trần Kinh Tế hành hung khi tâm trạng chán ghét. Sau này khi Trần Kinh Tế lấy kỹ nữ Phùng Kim Bảo về làm vợ rồi bạc đãi nàng đến cùng cực, nàng uất ức treo cổ tự sát.

### Tây Môn Quỳ
Tây Môn Quỳ người huyện Thanh Hà, phủ Đông Bình, tỉnh Sơn Đông, là cha của Tây Môn Khánh, tục gọi Tây Môn viên ngoại. Tây Môn Quỳ thường tới vùng Xuyên Quảng mua bán dược phẩm, nên có mở tại huyện Thanh Hà một cửa hiệu bán thuốc.

### Tôn Tuyết Nga
Tôn Tuyết Nga (孙雪娥, Sūn Xuě'é) là một nhân vật trong Kim Bình Mai, là người vợ thứ tư của Tây Môn Khánh.

### Tống Huệ Liên
Tống Huệ Liên (Song Huilian) là một nhân vật trong Kim Bình Mai, xuất hiện ở hồi 23. Tống Huệ Liên tên thật là Tống Kim Liên, là con gái một người bán quan tài tên là Tống Nhân.
Tống Kim Liên từng bị gia đình bán cho nhà họ Thái làm a hoàn, sau bị đuổi ra và trở thành vợ của Tương Thông (một đầu bếp trong nhà Tây Môn Khánh). Tương Thông được lòng Tây Môn Khánh, thường bị chủ sai đi làm việc nên không có thời gian quản Tống Kim Liên, mà gia nhân Lai Vượng lại luôn được sai đến nhà Tương Thông, nhờ vậy mà Lai Vượng quen biết Tống Kim Liên, thường xuyên tư tình lén lút. Khi vợ Lai Vượng chết, Tương Thông thì sau một cuộc xô xát vì tiền bạc chia không đều, bị đồng bọn đâm chết, Lai Vượng một mặt vì yêu Tống Kim Liên, một mặt ái ngại cho nàng phải sống phận goá bụa nên xin với Ngô Nguyệt Nương cho nàng về làm vợ mình và được chấp thuận. Vì để tránh gọi trùng tên với Phan Kim Liên nên Ngô Nguyệt Nương đổi tên Tống Kim Liên thành Tống Huệ Liên.
Tống Huệ Liên nhan sắc xinh đẹp mặn mà, lại khéo léo tay chân, nên dù là vợ của gia nhân, là a hoàn hầu hạ trong nhà cũng bị Tây Môn Khánh để ý tới. Để chiếm đoạt Tống Huệ Liên, Tây Môn Khánh đẻ thêm việc cho Lai Vượng đi phắt, rồi từng bước chinh phục Tống Huệ Liên.
Sau này, cậy được Tây Môn Khánh yêu quý, Tống Huệ Liên quên hẳn thân phận hầu gái của mình, ả ngày càng kiêu lộng, ghê gớm, không coi ai ra gì. Đến khi Lai Vượng xong việc trở về, biết Tống Huệ Liên được Tây Môn Khánh ưu ái thì nổi giận lôi đình. Tây Môn Khánh lại kiếm chuyện, gửi đơn vu tội lên công đường, hãm hại Lai Vượng thành tử tù. Biết tin, Tống Huệ Liên đau khổ tự sát.

### Trác Đâu Nhi
Trác Đâu Nhi (卓丢儿, Zhuo Diu'er), còn gọi Trác Nhị Thư (卓二姐, Zhuo Erjie) là một nhân vật trong Kim Bình Mai, xuất hiện tại hồi 1. Trác Đâu Nhi là vợ thứ ba của Tây Môn Khánh, sau Ngô Nguyệt Nương và Lý Kiều Nhi. Vì sức khỏe yếu kém nên Trác Đâu Nhi qua đời sớm. Sau khi Trác Đâu Nhi mất, Tây Môn Khánh cưới một góa phụ là Mạnh Ngọc Lâu về làm vợ ba.

### Trần Kinh Tế
Trần Kinh Tế (陈经济, Chen Jingji) hay Trần Kính Tế (陈敬济, bản khắc thời Sùng Trinh) là một nhân vật trong Kim Bình Mai, xuất hiện trong hồi 1. Trần Kinh Tế là con trai của Trần Hồng, khi cha bị vạch tội, bèn chạy đến nương nhờ Tây Môn Khánh, theo hôn ước trở thành con rể của Tây Môn Khánh, lấy Tây Môn Đại Thư. Trần Kinh Tế sau đó được Tây Môn Khánh giao phụ trách tiệm cầm đồ cùng Phó Minh.
Trần Kinh Tế tham mĩ sắc, yêu sắc như mạng, nhưng vì gia cảnh biến cố, bản thân ăn nhờ ở đậu nên ban đầu giấu giếm, chỉ âm thầm kết thân với Phan Kim Liên, Lý Bình Nhi. Trần Kinh Tế sau đó trộm được cây trâm của Mạnh Ngọc Lâu, vu cáo Ngọc Lâu cùng hắn có gian tình, thu làm thiếp thất. Sau đó Trần Kinh Tế còn đùa bỡn Tống Huệ Liên, thu dụng nha hoàn Nguyên Tiêu.
Khi Tây Môn Khánh chết, Trần Kinh Tế liền tư thông với Phan Kim Liên cùng Bàng Xuân Mai, sinh ra hai con riêng. Trần Kinh Tế cậy thế huênh hoang, bị Ngô Nguyệt Nương (vợ cả Tây Môn Khánh) trục xuất. Trần Kinh Tế bèn trộm lấy của cải cùng Dương Quang Ngạn đi tới huyện Lâm Thanh. Tại Lâm Thanh, Trần Kinh Tế lại quyến rũ kỹ nữ Phùng Kim Bảo, lấy về nhà, hãm hại Tây Môn Đại Thư phải treo cổ, lại muốn thu về Mạnh Ngọc Lâu.
Cuối cùng Trần Kinh Tế bị Dương Quang Ngạn nuốt hết tiền của, gia tài bị Phùng Kim Bảo lấp liếm, sau đó Ngô Nguyệt Nương lại tố cáo quan phủ về cái chết của Tây Môn Đại Thư. Kết cục Trần Kinh Tế trở thành ăn mày, ngủ với lạnh phô, ăn xin đầu đường, bị Trương Thắng cùng Lưu Nhị liên thủ giết chết.